# Generacion de incendios forestales
A lo largo de los años, la dinámica del comportamiento de los incendios forestales ha sufrido un cambio fruto de la evolución del combustible, tanto en España como a escala global. 
Estos cambios responden en cómo modificamos como sociedad los parámetros que condicionan dichos incendios. Cambios en el uso del entorno rural, cambio climático, cambio en los sistemas económicos, paisajísticos, y de sistemas de extinción. 
Se han clasificado los incendios forestales en generaciones, cada generación responde a un elemento diferencial destacable de la que la precede. Se definen pues las generaciones por el factor dominante que garantiza que esos incendios escapen al control posible hasta el momento. El concepto de generación muestra la capacidad del sistema de extinción para enfrentarse a los nuevos retos.

## Generaciones

### Primera Generación (GIF por Continuidad de Combustible)
GIF significa Grandes incendios forestales.
Por el abandono rural, el fuego ya no se detiene por la discontinuidad de combustible en el paisaje, no compartimentado. La falta de discontinuidad crea necesidad de trabajar largas líneas de contención. Las maniobras habituales hasta el momento para combatir los incendios comienzan a ser insuficientes, generalmente porque no son capaces de llegar a todo el perímetro. Las líneas de agua y el trabajo con herramientas manuales son efectivas allí donde consiguen llegar hasta él, pero los perímetros cada vez se extienden más hacia zonas remotas o poco accesibles.
- Periodo acumulación combustible: De 2 a 15 años
- Época: En Cataluña se inicia a finales de los años 50-60
- Evolución: Crear infraestructuras de anclaje. Estructuras lineales a lo largo de macizos con las cuales se pretende confinar las distintas teselas. Primera respuesta profesionalizada de retenes de extinción de incendios forestales.

### Segunda Generación (GIF por continuidad + velocidad de propagación)
La carga de combustible permite propagarse con más velocidad, superando la capacidad de ataque. Es capaz de saltar las infraestructuras pensadas para la 1ª generación. Las zonas agrícolas abandonadas poco a poco van pasando a ser forestales. El matorral, muy joven, con muchos elementos finos e inflamables y poca cantidad de biomasa, hacen que aumente la velocidad de propagación. El calor generado, además, deseca notablemente los combustibles por delante de la línea de fuego. Bajo las estructuras arboladas ocurre el mismo fenómeno, favorecido por la ausencia de aprovechamientos forestales o ganaderos.
- Propagación: La acumulación de combustible debido al abandono de cultivos ya la gestión tradicional, permite fuegos más rápidos e intensos, que propagan puntualmente con focos secundarios.
- Periodo acumulación combustible: De 10 a 30 años
- Época: Inicio en los años 70 y 80 en Cataluña.
- Evolución: Se construyen sistemas de vigilancia para detectar rápidamente las igniciones y dar avisos a los centros de emergencias lo antes posible mediante despachos automáticos. Surgen varias campañas de concienciación en diferentes medios con el fin de reducir el número de igniciones. Se establecen puntos de control de accesos y puestos de información, especialmente en aquellos lugares vulnerables.

### Tercera Generación (GIF por continuidad + velocidad + intensidad)
Dada por la gran acumulación de combustible. Aparecen los Grandes Incendios Forestales (GIF's), capaces de lanzar focos secundarios a largas distancias. Sobrepasan la capacidad de extinción en ataque directo de los sistemas. Es necesario pasar de maniobras a planteamientos tácticos para aprovechar debilidades de los incendios en forma de ventanas de oportunidad.
- Propagación: Por las copas de los árboles en alta intensidad debido a la continuidad vertical ya la homogeneidad de los bosques fruto de la falta de gestión forestal y de la extinción de todos los incendios de baja y media intensidad.
- Periodo acumulación combustible: De 30 a 50 años
- Época: Inicio en los años 90-2000.
- Evolución: Se recupera la caja de herramientas para poder implementar todas las maniobras posibles y aprovechar al máximo las ventanas de actuación. Previsión de escenarios de riesgo y creación de los incendios tipo para preparar despliegue táctico y prefijar tipología de ventanas. Se enfocan los esfuerzos en las oportunidades que naturalmente ofrece el terreno. Aparece profesionalizado el análisis de incendios. Priorizar el ataque según las consecuencias que el incendio puede causar (tras valorar estas consecuencias previsibles). Campañas de quemas prescritas para reintroducir el fuego como elemento de gestión.

### Cuarta Generación (GIF por continuidad + velocidad + intensidad + IUF)
GIFs ya dentro de la Interfaz Urbano Forestal. Se pierde la iniciativa porque se debe atender la emergencia civil y la protección de personas y bienes antes que la propia extinción del incendio. El incendio propaga libremente. 
- Periodo acumulación combustible: De 30 a 50 años
- Evolución: Simultaneidad de GIF atravesando interfases urbano-forestales. Priorización del no colapso del sistema de extinción en el incendio. No llegar al límite de gestión de recursos. Aplicación del ICS adaptado Sectores funcionales en las urbanizaciones. Se centran los esfuerzos en ampliar el conocimiento. Se intentan establecer métodos para evitar recibir información innecesaria (ruido) y seleccionar aquella que es realmente importante para la toma de decisiones. La estructura de mando necesita aquella información precisa para tomar las decisiones, no ir por detrás del incendio y no colapsar en el proceso. Es importante la anticipación.

### Quinta Generación (GIF por continuidad + velocidad + intensidad + IUF + Simultaneidad)
Simultaneidad de GIF de 3ª y 4ª que amenaza el colapso del sistema de emergencias y pérdida de grandes superficies. Son los “mega-incendios”. Escenarios más dinámicos. Algo está cambiando (el cambio climático ya juega su papel), no es solo abandono rural. Ya hay mucha más en las labores de extinción. Hay que tomar decisiones estratégicas (a futuro) ya que estamos gestionando el paisaje futuro. No son pequeños incendios. Esto ya es a escala de paisaje.
- Periodo acumulación combustible: De 30 a 50 años
- Época: Inicio aproximadamente a partir del año 2000.
- Comportamiento: Fuegos de copas simultáneos involucrando interfases urbano-forestales.
- Evolución: Saltamos del análisis táctico (ventanas actuación) a escenarios estratégico, tomar decisiones con anticipación al incendio. Adecuación del sistema de mando e implantación del ICS y el ‘Mission and command’.Toma de decisiones dinámica. (A) El objetivo es evitar el colapso del sistema de extinción. (B) Los GIFs se contemplan como gestores del paisaje. Necesidad de incorporar conceptos de piroecología a escala de paisaje. (C) En la decisión estratégica se consideran los valores de la sociedad y el bien común. En la contención se busca minimizar los daños. Con la gestión de fuegos crear paisajes resilientes, lo cual implica un dialogo con la sociedad.

### Sexta Generación(GIF por Cambio climático encima de 5ª generación (a partir de 2017))
Incendios que alteran la estabilidad atmosférica, capaces de generar tormentas de fuego. Son posibles gracias a una atmósfera muy cálida y unos bosques altamente estresados y disponibles para quemar. Zonas de ecotonos. Poca capacidad de previsión y anticipación. La ciencia no es capaz de modelizar para predecir los fenómenos físicos que se manifiestan en un perfil vertical de la atmósfera cuando existe tanta liberación de energía.
Gestión de la incertidumbre. Para ser capaces de definir el nivel de seguridad de los bomberos en cada momento, se hacen esfuerzos para identificar aquellos factores de un posible cambio de condiciones de comportamiento mediante matrices de incertidumbre. Es por ello que se debe realizar un esfuerzo diario para: 
- Identificar cual es el escenario.
- Mantener el nivel de conciencia de situación. En esencia, intentamos con ello saber si el escenario que nos podemos encontrar el día del ncendio va a ser previsible, o por el contrario, vamos a tener que incluirlo en un escenario incierto. Y en el caso de que así sea, procurar clasificarlos según el grado de incertidumbre.

### Bibliografia
- ARBA.El fuego y los bosques mediterráneos.
- Castellnou M. Miralles M, Molina-Terrén, DM. 2013. Estrategias, Tácticas y Maniobras en Incendios  Forestales. DOI: 10.13140/RG.2.1.5163.5601 https://www.researchgate.net/publication/301643655_ESTRATEGIA_TACTICAS_Y_MANIOBRAS_en_Incendios_Forestales
- Castellnou M, Miralles M. 2005. El concepte de Generacions d’incendis: una eina de planificació i adaptació al risc de grans incendis forestals. Cos de Bombers Generalitat. ISPC. 78 p.
- Costa P, Castellnou M, Larranaga A, Miralles M. 2011. Prevention of Large Wildfires using the Fire Types Concept. European Forest Institute. Fire Paradox Project. ISBN: 978-84-694-1457-6
- Picos J, Castellnou M, Salgueiro A. October 2018. Cooperación Transfronteriza en la prevención y extinción de incendios forestales en el Eixo Atlántico.DOI: 10.13140/RG.2.2.32253.61923